# Слободан Стевановић
Др Слободан Стевановић (Велико Боњинце, 1936) српски је лекар који је учествовао у спречавању и сузбијању многих епидемија заразних болести до којих је долазило од 1963. године

## Биографија
Рођен је 1. новембра 1936. године у селу Великом Боњинцу, општина Бабушница. Медицински факултет је завршио 1963. године у Београду. Специјалистички испит из Епидемиологије положио је 1973. године у Београду. Члан СЛД од 1964. Секције за превентивну медицину. Био је члан Председништва Епидемиолошке секције СЛЛ. У Заводу за заштиту здравља ради од 1963. године. Од 1974 до 1996. налазио се на дужности начелника епидемиолошке службе. Завње примаријус је добио 1981. године. Добитник је Октобарске награде града Лесковца за 1972. годину, диплому СЛД 1996. године и друга признања.

## Доприноси
Кроз рад епидемиолога др Слободана Стевановића изнећемо епидемије разних етиологија у овом крају од 1963. до 1992. године и спровођење противепидемијских мера у сузбијању епидемија.
Посебно се истичу епидемије паратифуса у Бучумету 1965. епидемија паратифуса у Тупалу општина Медвеђа, 1966. епидемија дифтерије у селу Бабичком, општина Лесковац, исте године епидемија вирусног хепатитиса у Лебану и околним селима,.
1969. година  епидемија трбушног тифуса донетог из Омиша,
Године 1970. епидемија алиментарне токсиинфекције у Лесковцу. У 1972. години водио је организацију и спровођење мера на сузбијању вариоле вере, а 1973. епидемију вирусног хепатитиса у Лебану и околним селима.
Велика епидемија 1974. и 1975. беснила међу животињама и организација спровођења антирабичне заштите на територији општине Лебане, Медвеђе, Лесковца и Бојника,
1980. и 1981. радио је на сузбијању епидемије вирусног хепатитиса А, на територији општине Власотинце, 1981. и 1982. епидемије вирусног хепатитиса.
У Грделици и околним селима општине Лесковац, успешно се супроставио више епидемија туберкулозе у општини Медвеђа од којих се посебно истиче из 1984. године.
У 1988. и 1989. епидемија вирусног хепатитиса А у Вучју 1989. и 1990. епидемија вирусног хепатитиса А у Предејану, 1992 епидемија вирусног хепатитиса А у Лесковцу, као и других епидемија до којих је долазило у овом крају.
Истакао се у спровођењу противепидемијских мера у свим поплавама до којих је долазило у периоду од 1963. године, а посебно се истичу поплаве из 1963, 1975, 1976 и 1988. године.